# Åke Hessler

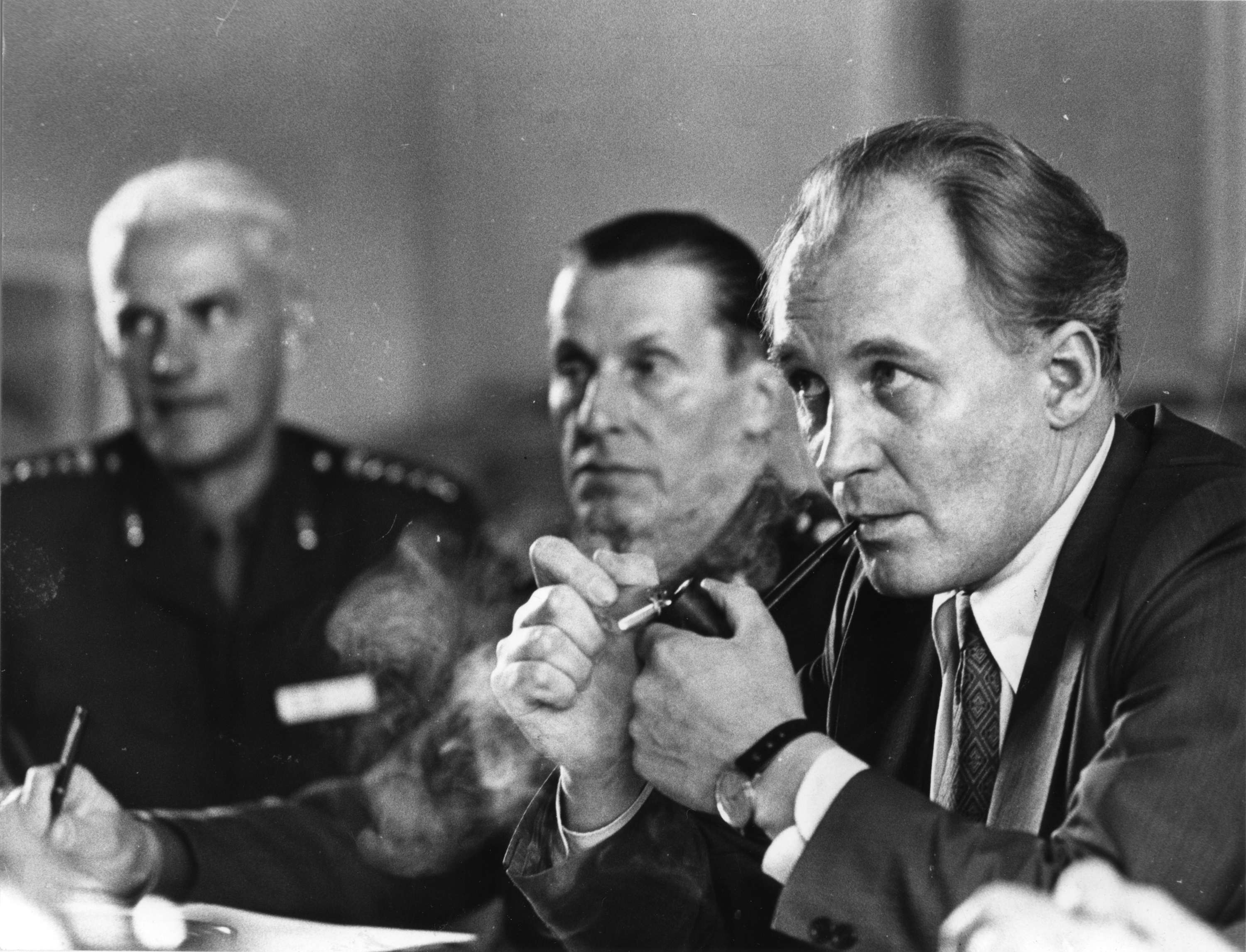
Åke Hessler omgiven av Sten Geijer och Eric Krönmark.

Åke Ove Hessler, född den 23 februari 1918 i Lund, död den 26 juli 2008 i Jönköping, var en svensk militär. 
Hessler avlade studentexamen i Eslöv 1937 och officersexamen 1940. Han blev löjtnant vid Wendes artilleriregemente 1942 och kapten där 1948. Efter att ha genomgått Krigshögskolan 1953–1955 övergick Hessler till arméstaben 1957. Han blev major vid Svea artilleriregemente l958 och chef för Artilleriets kadett- och aspirantskola 1960. Hessler blev major vid Smålands artilleriregemente 1964 och befordrades till överstelöjtnant där 1972. Han var ställföreträdande regementschef 1976–1977, varefter han beviljades avsked med pension. Hessler blev riddare av Svärdsorden 1959. Han vilar på Östra kyrkogården i Jönköping.